# Mostóvaia (Novossibirsk)
|  | Per a altres significats, vegeu «Mostóvaia». |

Mostóvaia (en rus: Мостовая) és un poble de l'óblast de Novossibirsk, a Rússia, que en el cens del 2010 no tenia cap habitant, pertany al districte de Novossibirsk.